# Arogenato deidrogenasi
La arogenato deidrogenasi è un enzima appartenente alla classe delle ossidoreduttasi, che catalizza la seguente reazione:
L-arogenato + NAD+ ⇄ L-tirosina + NADH + CO2